# 国鉄キハ44100形気動車
キハ44100形は、日本国有鉄道（国鉄）が1953年に導入した電気式気動車である。キハ44000形に続く総括制御が可能なディーゼル動車の試作車として、キハ44100形10両・キハ44200形5両の15両が製造された。

## 開発の経緯
総括制御に対応した電気式気動車の試作車として房総地区に導入されたキハ44000形をベースに、九州地区の中距離列車向けの設計変更を行って1953年（昭和28年）3月に登場したのがキハ44100・44200形である。キハ44100形が先頭車、キハ44200形が中間車であり、キハ44100・44200・44100形の3両編成が組成された。同年5月1日より鹿児島本線門司港 - 久留米間で営業運転を開始した。
発電機で主電動機を動かす電気式のキハ44000・41000・42000形と、液体変速機で伝達する液体式のキハ44500形の試作により比較検討が行われた結果、総括制御は液体式が採用され、同年10月に登場したキハ45000形を皮切りに、後にキハ17系となるグループが量産された。

## 構造

### 車体
車体はキハ44000形キハ44004以降の増備車に準じており、前面も非貫通2枚窓の湘南顔であるが、側面は中距離輸送を考慮して片側2扉となった。気動車として初の自動ドアを設置することになり、ドアエンジンは電車用のTK4Dでドア幅は1,000 mm、引き戸の開閉は中央方向である。ドアエンジンの設置により赤色の車側表示灯が設置された。定員は120人（座席84人）である。
中間車として製造されたキハ44200形は、車内にトイレが設置された。定員は124人（座席86人）である。トイレのある側の妻面には屋根に上るためのハシゴが設置された。

### 主要機器
機器類はキハ44000形と同じく機関はDMH17A、主発電機はDM42、主電動機はMT45、駆動方式は直角カルダン駆動方式であるが、2扉となったため床下機器配置が見直され、エンジンは車体中央部に搭載された。ブレーキは自動空気ブレーキで、先頭車がDA1、中間車がDA2である。燃料タンク容量は400 Lである。

## 液体式化改造
キハ44100形は郵便荷物車キハユニ44100形への改造と同時に、キハ44200形は1956年に形式変更を行わず液体式に改造された。機関は液体式用のDMH17Bとなり、主電動機と主発電機は撤去された。液体変速機はTC2またはDF115が設置された。機関吊り位置の変更により台枠の改造と点検蓋の移設が行われている。
1957年4月1日の形式称号改正で、キハユニ44100形はキハユニ16形、キハ44200形はキハ19形となった。

## 郵便荷物車化改造

### キハユニ44100形（キハユニ16形）

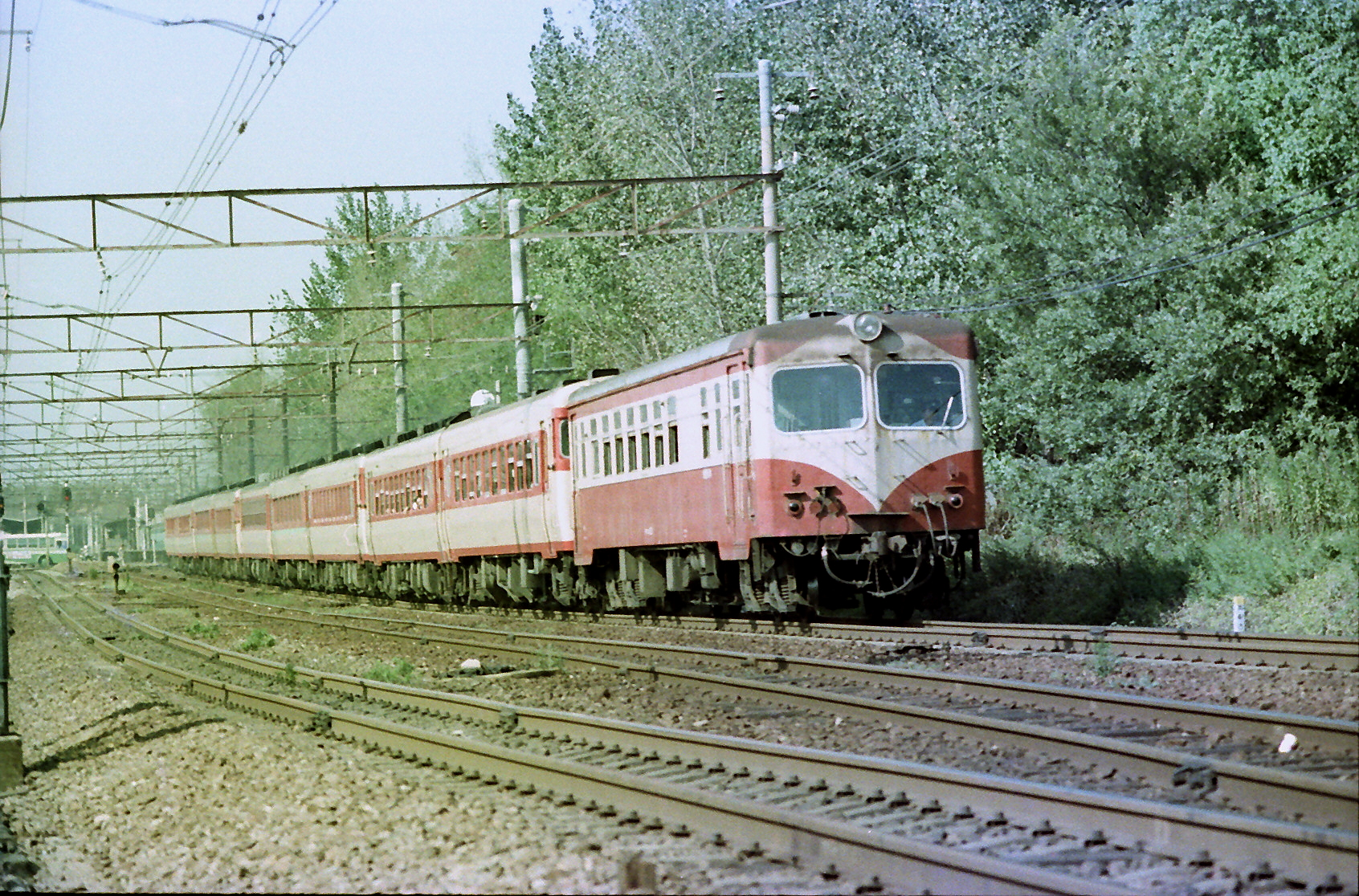
阪和線急行「きのくに」11号のキハユニ16 7

1956年から翌年にかけてキハ44100形の全車が郵便荷物車に改造され、同時に液体式への改造が実施された。車内は乗務員室寄りが郵便荷物室となり、後ろに郵便区分棚、押印台が設置された。郵便荷物室の荷重は3t、郵袋数は200個である。郵便室側の窓は1箇所が塞がれ、もう1箇所は幅700 mmに縮小された。
1957年の形式称号改正でキハユニ16形キハユニ16 1 - 10となった。4両がキユニ16形に、1両がキハユニ16形600番台に再改造された。

#### キハユニ16形600番台
キハユニ16 4は1970年8月に鹿児島工場で扉増設とアコーディオンカーテン設置の改造を受け、キハユニ16 601となった。1971年11月には客室部分への扉増設と郵便荷物室の拡大が行われ、従来の郵便荷物室が荷物室、拡大された部分が郵便室となった。従来郵便区分棚があった箇所は窓が新設され、元客室の郵便室部分は側窓下段の上昇窓が塞がれた。

### キユニ16形
キハユニ16形のうち4両はキユニ16形に再改造された。

#### キユニ16 1・2
キハユニ16 1・5は1965年に幡生工場でキユニ16形キユニ16 1・2に再改造された。前位が荷物室、後位が郵便室で、種車の引き戸が全て塞がれて荷物室に幅1,800 mmの両引き戸、郵便室に幅1,000 mmの片引き戸が設置された。側窓は大半が埋められ、後位にトイレが設置された。

#### キユニ16 10
両毛線で使用されていたキクユニ04形を置き換えるため、1965年3月にキハユニ16 9が大宮工場でキユニ16形キユニ16 10に再改造された。種車の郵便荷物室を郵便室に、客室を荷物室に改装し、荷物室部分に幅1,200 mmの両開き戸が設置された。キユニ16 1・2と異なりトイレは設置されていない。

#### キユニ16 3
キハユニ16 6は1970年10月に幡生工場でキユニ16形キユニ16 3に再改造された。キユニ16 1・2とは郵便室と荷物室の順序が入れ替わり、元郵便荷物室が郵便室、元客室が荷物室となった。郵便室に幅1,000 mmの片引き戸、荷物室に幅1,800 mmの両引き戸、事務室に幅500 mmの開き戸が設置された。郵便室には採光窓が新設され、車両後部にはトイレと水タンクが設けられた。

### キニ16形
交流・直流電化区間に跨って運行される常磐線用の荷物車として、1964年にキハ19 1・3 - 5の4両がキニ16形に改造された。前面形状はキハニ15形と同様の切妻貫通構造となった。種車の客用扉は塞がれ、荷物室用に幅1,800 mmの両引き戸が設置された。
1965年に4両ともキユニ19形へ改造され、キニ16形は形式消滅した。

### キユニ19形

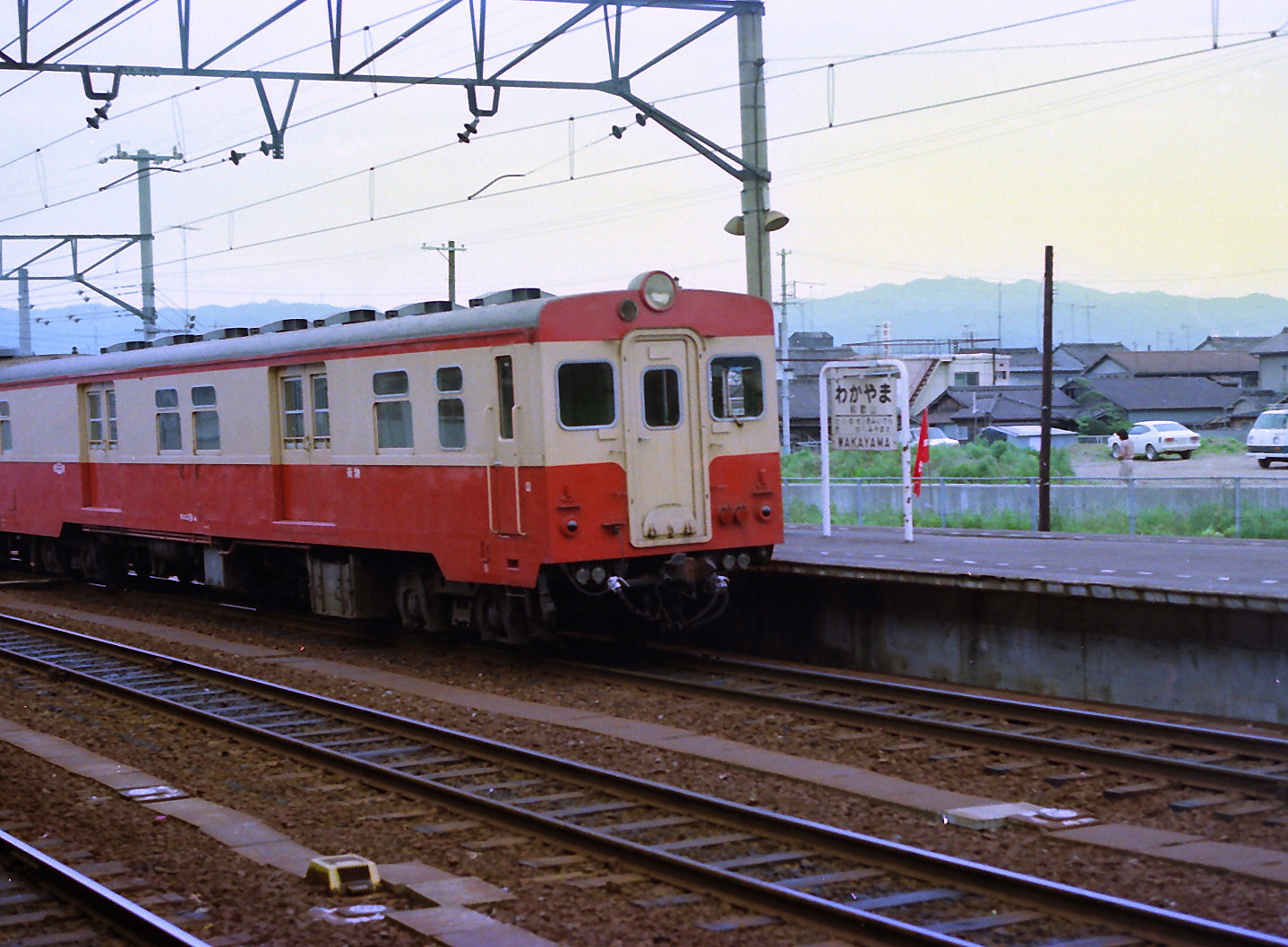
キユニ19形（和歌山駅、1975年）

常磐線は電車列車の本数が多く、1エンジン車のキニ16形では性能不足であったため、2エンジン車キハ51形4両を改造したキニ55形の投入で置き換えられた。余剰となったキニ16形は1965年に新小岩工場でキユニ19形キユニ19 1 - 4に再改造された。車内は事務室と荷物室、郵便室が設置され、荷物室は荷重5t、郵便室は荷重3t・郵袋数250個である。
改造後は房総地区で使用されたが、1971年以降は各地へ転出した。

### キニ19形
キハ19 2は1966年2月に多度津工場でキニ19形キニ19 1に改造された。種車後位に切妻貫通運転台が設置され、運転台新設側の側引き戸が塞がれて幅1,800 mmの両開き戸が2箇所設置された。

## 運用
キハ44100形10両・キハ44200形5両は1953年3月に川崎車輛・日立製作所・帝國車輛工業で製造され、竹下気動車区の前身である吉塚機関区竹下支区に3両編成5本の15両が配置された。1953年5月1日より鹿児島本線門司港 - 久留米間で電気式気動車列車の運転を開始した。
運用区間は門司港 - 博多・久留米間で、所要時間は小倉 - 博多間が最速1時間21分、小倉 - 久留米間が最速2時間6分であった。使用列車の半数以上が快速列車で、3両編成2本併結の6両編成運用もあった。気動車の用途が支線の短距離運転から幹線の運行距離100km以上の列車に拡大した最初期の事例で、快速運転はキハ17系を経て電車列車に継承されている。
その後の国鉄では電気式より成績の良い液体式気動車の量産に移行し、九州では佐賀地区を皮切りにキハ45000形ほかキハ17系列の投入が開始された。
キハ44100・44200形も1956年に液体式に改造され、中間車はキハ44200形のまま液体式化され竹下気動車区に引き続き所属したが、先頭車は液体式化と同時にキハユニ44100形に改造されて他区所へ転属した。ほぼ同時期に鹿児島本線北九州地区の快速列車はキハ17系に置き換えられた。改造は小倉工場と大宮工場で行われ、改造の過程で中間車を抜いた2両編成で九州の久大本線日田行き快速、千葉の房総地区において運用されたこともあった。
キハ44200形は1957年の形式称号改正でキハ19形となってからも九州地区で運用され、編成はキハ17形・キハ16形にキハ19形を挟んだ3両編成が組まれていた。1961年の鹿児島本線北九州地区の電化で快速列車が421系電車に置き換えられたため、北九州地区以外では運用上不便なキハ19形は郵便荷物車への改造対象となり、キニ16形・キニ19形への改造によりキハ19形は1966年に形式消滅した。